# Fantasy-Jahr 1980
Übersicht

◄◄ | ◄ | 1976 | 1977 | 1978 | 1979 | Fantasy-Jahr 1980 | 1981 | 1982 | 1983 | 1984 | ► | ►►

Weitere Ereignisse